# سیارک ۳۴۳۷
سیارک ۳۴۳۷ (به انگلیسی: 3437 Kapitsa، نامگذاری:1982UZ5) سه هزار و چهارصد و سی و هفتمین سیارک کشف شده‌است که در ۲۰ اکتبر ۱۹۸۲ کشف شد.
قدر مطلق سیارک برابر ۱۳٫۴۰ است.